# 内侍宣
内侍宣（ないしせん）とは、天皇の勅旨の伝達方法の1つ。勅旨を口頭で受けた内侍司の女官が太政官上卿や検非違使庁官人らに対して口頭で命令を伝えること。もしくは、命令を受けた者がその内容を文書化したもの。
元来、天皇の私的空間であった内裏には原則的には男性官人は立入れなかった（内豎などの例外は除く）ため、天皇が内裏に滞在している際に出された命令・指示は天皇に供奉じていた内侍司がこれを内裏の外（太政官など）の相手先に連絡するという奏請・伝達機能を担った。平安時代初期に蔵人所が設置されて以後は、こうした奏請・伝達機能は男性官人である職事蔵人に移されるが、内侍司による奏請・伝達も9世紀の後期まではしばしば見られる。これは、この時期に摂関となった藤原良房・基経が、内侍司の長である尚侍に自己の親族（良房義妹の源全姫・基経実妹藤原淑子）を送り込んでおり、尚侍を仲介者として天皇との意思を疎通させたり、情報収集を図っていた事情が介在している。また、検非違使庁に対する命令のみは実際には蔵人が奏請・伝達を行った場合でも、体裁上は内侍司の女官が伝えた命令を蔵人頭を介して検非違使庁に伝える形式を取っていた。蔵人頭や検非違使庁の官人は内侍司の女官から伝えられた命令を宣旨形式の文書にまとめて関係者に命令書の形で示した。こうした文書を内侍宣と呼ぶ。この際に内侍宣を作成するのは、女官ではなく命令を受けた側である。現存の内侍宣は存在しないが、『類聚符宣抄』・『朝野群載』などにその一部は収録されている。